# Eptadecagono
In geometria, un eptadecagono è un poligono con 17 lati. Un eptadecagono regolare ha 17 lati congruenti e ogni angolo interno misura
{\displaystyle 180\cdot {\frac {17-2}{17}}~{\mbox{gradi}}~=~\left(158+{\frac {14}{17}}\right)~{\mbox{gradi}}~\approx 158,8235294~{\mbox{gradi}}.}
La costruibilità implica che qualunque funzione trigonometrica di {\displaystyle 2\pi /17} possa essere espressa servendosi solo di operazioni aritmetiche e radici quadrate. Il libro di Gauss Disquisitiones Arithmeticae contiene la seguente espressione, qui riportata in notazione moderna:
{\displaystyle 16\,\operatorname {cos} {2\pi  \over 17}=-1+{\sqrt {17}}+{\sqrt {34-2{\sqrt {17}}}}+2{\sqrt {17+3{\sqrt {17}}-{\sqrt {34-2{\sqrt {17}}}}-2{\sqrt {34+2{\sqrt {17}}}}}}.}
Si vuole mostrare come Gauss sia arrivato a tale soluzione e come il problema sia connesso alla costruibilità dei poligoni regolari.

Un eptadecagono regolare.

## Introduzione
L'eptadecagono regolare è un poligono costruibile con riga e compasso, come fu mostrato da Carl Friedrich Gauss nel 1796. Gauss fu così entusiasta della sua scoperta che chiese che ne fosse inciso uno sulla sua tomba. Lo scultore si rifiutò, sostenendo che la costruzione era così difficile che il poligono risultante non si sarebbe distinto da una circonferenza.
La costruzione dei poligoni regolari di {\displaystyle n} lati rappresentò una sfida per tutti i matematici dall'antichità fino al XIX secolo. Tale costruzione è equivalente alla suddivisione della circonferenza in un numero {\displaystyle n} di archi uguali: congiungendo i punti in cui la circonferenza viene suddivisa, si ottiene il poligono regolare, cioè equilatero ed equiangolo, che si vuole costruire.
Negli Elementi, Euclide si occupa della costruzione dei poligoni regolari nel IV Libro, risolvendo il problema per {\displaystyle n=3,4,5,6,15.} Le sue costruzioni si fondano inizialmente sulle caratteristiche del particolare poligono regolare; per esempio, la costruzione del pentagono di Euclide si basa sull'osservazione che il triangolo isoscele con base un lato del pentagono ed il vertice opposto è tale che gli angoli alla base sono doppi del terzo angolo. Già Euclide, comunque, delinea un criterio di costruibilità dei poligoni: sebbene non esplicitato negli Elementi, Euclide ed i matematici greci erano in grado di costruire un qualunque poligono di {\displaystyle 2^{m}} lati (con {\displaystyle m} intero positivo {\displaystyle 1}), una volta costruito il poligono di {\displaystyle 2^{m-1}} lati: basandosi sulla bisezione del lato o equivalentemente dell'arco di circonferenza, a partire dal quadrato si costruisce l'ottagono e poi il 16-gono e così via. Inoltre, nella Proposizione 16 del IV Libro, con la costruzione del pentadecagono, Euclide indica un ulteriore criterio di costruibilità dei poligoni regolari: se sono costruibili i poligoni regolari di {\displaystyle r} lati e di {\displaystyle s} lati e {\displaystyle r} e {\displaystyle s} sono primi fra loro, cioè le loro scomposizioni in fattori primi hanno in comune solo il fattore 1, allora è costruibile anche il poligono regolare di {\displaystyle r\cdot s} lati. In sintesi, a partire dai risultati del IV Libro di Euclide, i matematici dell'antichità erano in grado di costruire poligoni regolari di {\displaystyle 2^{m}\cdot P_{1}^{r}\cdot P_{2}^{s}} lati dove m è un intero non negativo, {\displaystyle P_{1}} e {\displaystyle P_{2}} sono i primi distinti 3 e 5, mentre {\displaystyle r} e {\displaystyle s} possono valere 0 o 1.
L'eptadecagono è il poligono regolare di 17 lati e il problema della sua costruzione fu risolto da Gauss nel 1796:
"...Avevo già scoperto ogni cosa relativa alla separazione delle radici dell'equazione 
{\displaystyle {\frac {z^{n}-1}{z-1}}=0}
in due gruppi. Dopo intense considerazioni della relazione di tutte le radici l'una con l'altra sul piano aritmetico, riuscii durante una vacanza a Braunschweig, nella mattina del giorno 29 marzo 1796 a vedere la relazione nel modo più chiaro, così che fui in grado di applicarla immediatamente ai 17 lati e alle verifiche numeriche".
Come scrive Gauss nelle sue note autobiografiche, la soluzione della costruzione del poligono di 17 lati consiste nella risoluzione dell'equazione 
{\displaystyle z^{n}=1}
nel piano complesso per {\displaystyle n=17}. Trovare tali soluzioni significa trovare il valore numerico del coseno della 17-sima parte dell'angolo giro e costruire l'eptadecagono regolare consiste nel costruire geometricamente il numero trovato.
Il giovane Gauss nel 1796 riuscì a dimostrare, inoltre, che, se {\displaystyle n} è un numero primo di Fermat, allora il poligono regolare con un numero {\displaystyle n} di lati è costruibile con riga e compasso.
Ricordiamo che i numeri di Fermat sono espressi dalla formula {\displaystyle F_{m}=2^{(2^{m})}+1} e che solo i numeri ottenuti per {\displaystyle m=0,1,2,3,4} (i cui valori sono rispettivamente 3, 5,17, 257, 65537) sono stati sinora verificati essere primi.
Gauss provò dunque, più in generale, che un poligono regolare di {\displaystyle n} lati è costruibile se la sua scomposizione in fattori primi è del tipo
{\displaystyle N=2^{k}{p_{1}}{p_{2}}\cdots {p_{s}}}
dove {\displaystyle k} è un numero intero non negativo e i fattori {\displaystyle p_{j}} sono numeri di Fermat primi distinti. Egli intuì anche che la condizione suddetta doveva essere anche necessaria, ma la cosa venne provata solo più tardi da Pierre-Laurent Wantzel, nel 1836.

## L'equazione ciclotomica
Si cercano le soluzioni dell'equazione 
{\displaystyle z^{n}-1=0}
nel campo dei numeri complessi, o equivalentemente di {\displaystyle z^{n}=1}, cioè si cercano le {\displaystyle n} radici {\displaystyle n}-sime dell'unità.
A un punto della circonferenza unitaria nel piano di Argand-Gauss risulta associato il numero complesso
{\displaystyle z=\cos \theta +i\sin \theta =e^{i\theta },}
dove si è aggiunta la notazione esponenziale dei numeri complessi.

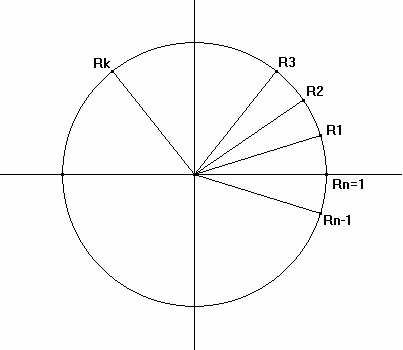
Le n radici dell'unità sulla circonferenza unitaria.

Considerando la circonferenza unitaria di centro {\displaystyle O(0,0)} e raggio unitario nel piano complesso, le radici dell'equazione giacciono sulla circonferenza unitaria e la dividono in {\displaystyle n} archi uguali.
Poiché le radici dell'equazione {\displaystyle z^{n-1}+z^{n-2}+z^{n-3}+\ldots +z+1=0} insieme alla radice {\displaystyle z=1} sono le {\displaystyle n} radici dell'unità e dividono la circonferenza unitaria in {\displaystyle n} parti uguali, l'equazione precedente è detta equazione ciclotomica (“che divide la circonferenza”).
Si ricordi che le {\displaystyle n} radici n-sime dell'unità, cioè i numeri {\displaystyle R,R^{2},R^{3},\ldots ,R^{n}=1} formano un gruppo moltiplicativo, dal momento che soddisfano le seguenti condizioni:
1)	chiusura: {\displaystyle R^{a}R^{b}=R^{a+b}=R^{c}} dove {\displaystyle a}, {\displaystyle b}, {\displaystyle c} sono interi minori di {\displaystyle n;}
2)	associatività: {\displaystyle R^{a}(R^{b}R^{c})=(R^{a}R^{b})R^{c}=R^{a+b+c};}
3)	elemento neutro: {\displaystyle R^{n}} poiché {\displaystyle R^{a}R^{n}=R^{a};}
4)	elemento inverso di {\displaystyle R^{a}} è {\displaystyle R^{n-a}.}

## Il metodo di Gauss
L'equazione ciclotomica per {\displaystyle n=17} è 
{\displaystyle R^{16}+R^{15}+R^{14}+\ldots +R+1=0.}
Si dimostra con l'utilizzo delle proprietà di un gruppo moltiplicativo che le 16 radici di questa equazione ciclotomica ({\displaystyle R_{1},R_{2},\ldots ,R_{16}}) non sono altro che le potenze crescenti da 1 a 16 della radice {\displaystyle R}.
Per ricondurre allora la soluzione dell'equazione ciclotomica alla soluzione di equazioni di 2º grado, si accoppiano le radici in modo tale da ridurre via via il grado dell'equazione da risolvere.
A questo scopo, si cerca dapprima un numero {\displaystyle g} tale che le radici possano essere ordinate nell'ordine {\displaystyle R,R^{g},R^{g^{2}},\ldots } dove {\displaystyle R} è la radice 17ª primitiva dell'unità.
Si definisce radice primitiva {\displaystyle n}-sima dell'unità una radice {\displaystyle R} tale che {\displaystyle R^{n}=1} e {\displaystyle R^{p}\not =1} per tutti gli interi positivi {\displaystyle p<n}.
Gauss mostra che per {\displaystyle n=17} il valore di {\displaystyle g} opportuno è 3. (Per {\displaystyle g=2}, non si riesce ad ottenere tutte le radici dell'equazione ciclotomica). Si ordinano, allora, le radici in questo modo:
{\displaystyle R,\,R^{3},\,R^{9},\,R^{10},\,R^{13},\,R^{5},\,R^{15},\,R^{11},\,R^{16},\,R^{14},\,R^{8},\,R^{7},\,R^{4},\,R^{12},\,R^{2},\,R^{6},}
dove si sono applicate le proprietà del gruppo ciclico, per cui, per {\displaystyle n=17}, per esempio {\displaystyle R^{27}=R^{10}}, {\displaystyle R^{81}=R^{68+13}=R^{13}} e così via.
Si definiscono ora
{\displaystyle y_{1}=R+R^{9}+R^{13}+R^{15}+R^{16}+R^{8}+R^{4}+R^{2},}
{\displaystyle y_{2}=R^{3}+R^{5}+R^{10}+R^{11}+R^{14}+R^{7}+R^{12}+R^{6}.}
Naturalmente si ha che
{\displaystyle y_{1}+y_{2}=-1}
mentre con un semplice calcolo si conclude che
{\displaystyle y_{1}y_{2}=-4}
quindi, {\displaystyle y_{1}} ed {\displaystyle y_{2}} sono le radici dell'equazione di 2º grado
{\displaystyle y^{2}+y-4=0}
Proseguendo con lo stesso metodo, si definiscono {\displaystyle x_{1}} e {\displaystyle x_{2}} prendendo i termini alternati di {\displaystyle y_{1}}:
{\displaystyle x_{1}=R+R^{13}+R^{16}+R^{4}\qquad \quad x_{2}=R^{9}+R^{15}+R^{8}+R^{2}}
mentre {\displaystyle w_{1}} e {\displaystyle w_{2}} si definiscono con i termini alternati di {\displaystyle y_{2}}:
{\displaystyle w_{1}=R^{3}+R^{5}+R^{14}+R^{12},\qquad w_{2}=R^{10}+R^{11}+R^{7}+R^{6}}
Naturalmente:
{\displaystyle x_{1}+x_{2}=y_{1},\qquad w_{1}+w_{2}=y_{2}}
mentre si verifica che
{\displaystyle x_{1}x_{2}=-1,\qquad w_{1}w_{2}=-1}
pertanto, la coppia {\displaystyle x_{1}} ed {\displaystyle x_{2}} e la coppia {\displaystyle w_{1}} e {\displaystyle w_{2}} soddisfano rispettivamente l'equazioni di 2º grado
{\displaystyle x^{2}-y_{1}x-1=0,\qquad w^{2}-y_{2}w-1=0}
Si prendono, poi, i termini alternati in {\displaystyle x_{1}}:
{\displaystyle \nu _{1}=R+R^{16},\qquad \nu _{2}=R^{13}+R^{4}}
ottenendo che 
{\displaystyle \nu _{1}+\nu _{2}=x_{1},\qquad \nu _{1}\nu _{2}=w_{1}}
e {\displaystyle v_{1}} e {\displaystyle v_{2}} sono radici dell'equazione 
{\displaystyle \nu ^{2}-x_{1}\nu +w_{1}=0}
Infine, R ed {\displaystyle R_{16}} sono radici dell'equazione di 2º grado
{\displaystyle r^{2}-\nu _{1}r+1=0}
infatti la loro somma è {\displaystyle v_{1}}, mentre il loro prodotto è {\displaystyle R^{17}=1}.
In conclusione, {\displaystyle R} si può trovare risolvendo tante equazioni quadratiche quanti sono i fattori di {\displaystyle n-1=2\cdot 2\cdot 2\cdot 2}, ma ci sono 16 possibili valori di {\displaystyle R,} dal momento che ci sono 16 radici primitive 17-me dell'unità ({\displaystyle R_{1},R_{2},\ldots ,R_{16}} cfr. (2), (3), ...). 
Sarebbe utile che {\displaystyle R} fosse 
{\displaystyle R=\cos {\frac {2\pi }{17}}+i\sin {\frac {2\pi }{17}}=e^{i{\frac {2\pi }{17}}}}
così che, essendo 
{\displaystyle R^{-1}=\cos {\frac {2\pi }{17}}-i\sin {\frac {2\pi }{17}}=R^{16}}
si avrebbe
{\displaystyle \nu _{1}=R+R^{16}=R+{\frac {1}{R}}=2\cos \left({\frac {2\pi }{17}}\right)}
{\displaystyle \nu _{2}=R^{4}+R^{13}=R^{4}+{\frac {1}{R^{4}}}=2\cos \left({\frac {8\pi }{17}}\right).}
Poiché sia {\displaystyle {\frac {2\pi }{17}}} che {\displaystyle {\frac {8\pi }{17}}} sono minori di {\displaystyle {\frac {\pi }{2}}} e nel primo quadrante il coseno dell'angolo decresce al crescere dell'angolo, allora
{\displaystyle \nu _{1}>\nu _{2}>0\quad {\mbox{e}}\quad z_{1}=\nu _{1}+\nu _{2}>0.}
Analogamente,	
{\displaystyle w_{1}=R^{3}+R^{5}+R^{14}+R^{12}=\left(R^{3}+{\frac {1}{R^{3}}}\right)+\left(R^{5}+{\frac {1}{R^{5}}}\right)=}
{\displaystyle =2\cos \left({\frac {6\pi }{17}}\right)+2\cos \left({\frac {10\pi }{17}}\right)=2\cos \left({\frac {6\pi }{17}}\right)-2\cos \left({\frac {7\pi }{17}}\right).}
Poiché {\displaystyle {\frac {6\pi }{17}}<{\frac {7\pi }{17}}<{\frac {\pi }{2}},\;\cos \left({\frac {6\pi }{17}}\right)>\cos \left({\frac {7\pi }{17}}\right)}, implica che {\displaystyle w_{1}>0.}
Anche 
{\displaystyle y_{2}=\left(R^{3}+{\frac {1}{R^{3}}}\right)+\left(R^{5}+{\frac {1}{R^{5}}}\right)+\left(R^{6}+{\frac {1}{R^{6}}}\right)+\left(R^{7}+{\frac {1}{R^{7}}}\right)=}
{\displaystyle =2\cos \left({\frac {6\pi }{17}}\right)+2\cos \left({\frac {10\pi }{17}}\right)+2\cos \left({\frac {12\pi }{17}}\right)+2\cos \left({\frac {14\pi }{17}}\right),}
dove l'unico termine positivo è il primo; infatti, {\displaystyle \cos \left({\frac {6\pi }{17}}\right)<\cos \left({\frac {5\pi }{17}}\right)=\cos \left({\frac {12\pi }{17}}\right)}, che permette di concludere che {\displaystyle y_{2}<0}. Poiché {\displaystyle y_{1}y_{2}=-4}, si può concludere anche che {\displaystyle y_{1}>0}.

## La soluzione aritmetica
Si risolvono ora numericamente l'equazioni di 2º grado trovate, riassumendo il procedimento seguito.
Sia data l'equazione ciclotomica
{\displaystyle R^{16}+R^{15}+R^{14}+\ldots +R+1=0.}
I passo: si sono definite {\displaystyle y_{1}} e {\displaystyle y_{2}}:
{\displaystyle y_{1}=R+R^{9}+R^{13}+R^{15}+R^{16}+R^{8}+R^{4}+R^{2},}
{\displaystyle y_{2}=R^{3}+R^{5}+R^{10}+R^{11}+R^{14}+R^{7}+R^{12}+R^{6},}
che sono soluzioni dell'equazione 
{\displaystyle y^{2}+y-4=0.}
Pertanto, risolvendo la precedente equazione:
{\displaystyle y_{1}={\frac {1}{2}}\left({\sqrt {17}}-1\right),\qquad y_{2}={\frac {1}{2}}\left(-{\sqrt {17}}-1\right).}
II passo: si sono definite {\displaystyle x_{1}} e {\displaystyle x_{2}}
{\displaystyle x_{1}=R+R^{13}+R^{16}+R^{4},\qquad x_{2}=R^{9}+R^{15}+R^{8}+R^{2},}
che sono soluzioni dell'equazione 
{\displaystyle x^{2}-y_{1}x-1=0,}
da cui
{\displaystyle x_{1,\,2}={\frac {1}{2}}y_{1}\pm {\frac {1}{2}}{\sqrt {4+y_{1}^{2}}}={\frac {1}{2}}y_{1}\pm {\frac {1}{2}}{\sqrt {12+3y_{1}+4y_{2}}}=}
{\displaystyle ={\frac {1}{4}}({\sqrt {17}}-1)\pm {\frac {1}{4}}{\sqrt {34-2{\sqrt {17}}}},}
dove la seconda uguaglianza si è introdotta per semplificare il calcolo successivo ed è di immediata verifica.
III passo: si sono definite {\displaystyle w_{1}} e {\displaystyle w_{2}}
{\displaystyle w_{1}=R^{3}+R^{5}+R^{14}+R^{12},\qquad w_{2}=R^{10}+R^{11}+R^{7}+R^{6}}
che sono soluzioni dell'equazione
{\displaystyle w^{2}-y_{2}w-1=0}
da cui
{\displaystyle w_{1,\,2}={\frac {1}{2}}y_{2}\pm {\frac {1}{2}}{\sqrt {4+y_{2}^{2}}}={\frac {1}{2}}y_{2}\pm {\frac {1}{2}}{\sqrt {12+4y_{1}+3y_{2}}}=}
{\displaystyle ={\frac {1}{4}}(-{\sqrt {17}}-1)\pm {\frac {1}{4}}{\sqrt {34+2{\sqrt {17}}}})}
dove la seconda uguaglianza si è introdotta, analogamente al II Passo, per semplificare il calcolo successivo ed è di immediata verifica.
IV passo: infine, si sono definite {\displaystyle v_{1}} e {\displaystyle v_{2}}
{\displaystyle \nu _{1}=R+R^{16},\qquad \nu _{2}=R^{4}+R^{13}}
che sono soluzioni dell'equazione
{\displaystyle \nu ^{2}-x_{1}\nu +w_{1}=0}
cioè:
{\displaystyle \nu _{1,\,2}={\frac {1}{2}}x_{1}\pm {\frac {1}{2}}{\sqrt {x_{1}^{2}-4w_{1}}}}
In particolare sostituendo i valori di {\displaystyle z_{1}} e {\displaystyle w_{1}} si ottiene:
{\displaystyle {\frac {\nu _{1}}{2}}=\cos \left({\frac {2\pi }{17}}\right)=-{\frac {1}{16}}+{\frac {\sqrt {17}}{16}}+{\frac {1}{16}}{\sqrt {34-2{\sqrt {17}}}}+{\frac {1}{8}}{\sqrt {17+3{\sqrt {17}}-{\sqrt {34-2{\sqrt {17}}}}-2{\sqrt {34+2{\sqrt {17}}}}}}.}

## La costruzione geometrico-aritmetica

Costruzione dell'Eptadecagono utilizzando Cerchi di Carlyle

Qui a destra si può seguire una costruzione che è direttamente derivata dalle equazioni descritte nelle sezioni precedenti. Per la ricerca delle radici delle singole equazioni vengono utilizzati i cerchi di Carlyle.

## Poligoni derivati
La costruzione esatta dell'eptadecagono consente di disegnare in modo esatto anche altri poligoni. Infatti se in uno stesso cerchio si inscrivono un triangolo equilatero, un pentagono o un pentadecagono che abbiano un vertice in comune con un eptadecagono anch'esso inscritto nello stesso cerchio, è possibile determinare l'angolo al centro dei seguenti altri poligoni:
| Numero di lati, angoli e vertici | Poligono ausiliario  | Determinazione angolo interno (frazioni di angolo giro)          | Animazione: costruzione con riga e compasso |
| -------------------------------- | -------------------- | ---------------------------------------------------------------- | ------------------------------------------- |
| 34                               |                      | {\displaystyle {\frac {1}{2}}-{\frac {8}{17}}={\frac {1}{34}}}   | 34-gono                                     |
| 51                               | Triangolo equilatero | {\displaystyle {\frac {6}{17}}-{\frac {1}{3}}={\frac {1}{51}}}   | 51-gono                                     |
| 85                               | Pentagono            | {\displaystyle {\frac {7}{17}}-{\frac {2}{5}}={\frac {1}{85}}}   | 85-gono                                     |
| 255                              | Pentadecagono        | {\displaystyle {\frac {8}{17}}-{\frac {7}{15}}={\frac {1}{255}}} | 255-gono                                    |

## Una costruzione puramente geometrica
Il primo metodo effettivo di costruzione con riga e compasso dell'eptadecagono, descritto dall'animazione seguente, è stato proposto da Johannes Erchinger, pochi anni dopo il lavoro di Gauss.